# Pasenggerahan
Pasenggerahan is een bestuurslaag in het regentschap Indragiri Hilir van de provincie Riau, Indonesië. Pasenggerahan telt 2172 inwoners (volkstelling 2010).